# Landkreis Leipziger Land
Der Landkreis Leipziger Land war ein Landkreis im Nordwesten des Freistaates Sachsen, er bestand von 1994 bis zur Kreisreform in Sachsen 2008. Er grenzte im Norden an den Landkreis Delitzsch und die kreisfreie Stadt Leipzig, im Osten an den Muldentalkreis, im Südosten an den Landkreis Mittweida, im Süden an den thüringischen Landkreis Altenburger Land und im Westen an die zu Sachsen-Anhalt gehörenden Kreise Burgenlandkreis und Saalekreis. Die Fläche des Landkreises deckte sich mit dem so genannten „Leipziger Neuseenland“.

## Geografie
Das Gebiet des Landkreises befand sich in der Leipziger Tieflandsbucht. Naturräumlich wird das Gebiet ebenfalls als Leipziger Land bezeichnet.
Durch den Kreis flossen die Weiße Elster und die Pleiße. Die Freizeitanlagen der rekultivierten Braunkohlentagebaue des Leipziger Südraumes wurden unter dem Namen Leipziger Neuseenland vermarktet.

## Geschichte
Der Landkreis entstand 1994 durch Zusammenlegung der Kreise Leipzig-Land, Borna und Geithain.
Zum 1. Januar 1999 wurden mehrere Gemeinden des ehemaligen Landkreises Leipzig in die Stadt Leipzig eingemeindet, gleichzeitig kamen die Städte Schkeuditz und Taucha zum Landkreis Delitzsch und die Gemeinde Borsdorf zusammen mit dem eingemeindeten Panitzsch in den Muldentalkreis. Der Sitz der Kreisverwaltung, der sich bis dahin in der Stadt Leipzig – also nicht im Landkreis Leipziger Land – befand, wurde nach Borna verlegt. Dennoch benutzen die Stadt Leipzig und der Landkreis Leipziger Land weiterhin das gleiche Unterscheidungszeichen L für die in ihrem Gebiet zugelassenen Fahrzeuge. Die Vorschläge MKL und BNA für die größten Städte Markkleeberg und Borna stießen auf wenig Gegenliebe beim jeweils anderen, die Ablehnung Geithains wäre ohnehin gewiss. Auch NSL für Neuseenland wurde vorgeschlagen und verworfen.
Am 1. Januar 2000 verlor der Landkreis zudem noch den größten Teil der Gemeinde Bienitz, die Teilgebiete an Schkeuditz (Landkreis Delitzsch) und Leipzig abgab.
In der Stauffenbergstraße in Borna wurde die ehemalige Kaserne zum Landratsamt umgebaut.
Am 1. August 2008 bildete der Landkreis Leipziger Land zusammen mit dem früheren Muldentalkreis den neugegründeten Landkreis Leipzig.

## Städte und Gemeinden
2008 vermeldeten Markkleeberg und Zwenkau entgegen dem Trend in Sachsen steigende Einwohnerzahlen.
(Einwohnerzahlen vom 31. Dezember 2006)
| Städte 1. Böhlen (6.943) 2. Borna (22.077) 3. Frohburg (7.821) 4. Geithain (6.205) 5. Groitzsch (8.425) 6. Kitzscher (5.905) 7. Kohren-Sahlis (3.060) 8. Markkleeberg (23.913) 9. Markranstädt (15.525) 10. Pegau (4.751) 11. Regis-Breitingen (4.270) 12. Rötha (4.065) 13. Zwenkau (8.929) Verwaltungsgemeinschaften - Verwaltungsgemeinschaft Frohburg mit den Mitgliedsgemeinden Frohburg und Eulatal - Verwaltungsgemeinschaft Geithain mit den Mitgliedsgemeinden Geithain und Narsdorf - Verwaltungsgemeinschaft Pegau mit den Mitgliedsgemeinden Elstertrebnitz, Kitzen und Pegau - Verwaltungsgemeinschaft Regis-Breitingen mit den Mitgliedsgemeinden Deutzen und Regis-Breitingen - Verwaltungsgemeinschaft Rötha mit den Mitgliedsgemeinden Espenhain und Rötha | Gemeinden 1. Deutzen (2.020) 2. Elstertrebnitz (1.472) 3. Espenhain (2.682) 4. Eulatal (3.527) 5. Großpösna (5.544) 6. Kitzen (1.989) 7. Narsdorf (1.855) 8. Neukieritzsch (5.974) |

## Verkehr
Der Landkreis wurde straßenseitig erschlossen durch die A 38, die 2005/2006 als Leipziger Südumfahrung fertiggestellt wurde. Sie verband gleichzeitig die Autobahnen A 9 und A 14. In Nord-Süd-Richtung war die teilweise vierspurig ausgebaute Bundesstraße 95 die Hauptverkehrsader.
Bahnseitig erschlossen die Bahnstrecke Leipzig–Probstzella, die Bahnstrecke Leipzig–Hof und die davon abzweigende Bahnstrecke Neukieritzsch–Chemnitz den Landkreis.

## Politik
Die letzte Landrätin des Landkreises war von 2001 bis 2008 Petra Köpping (SPD).

### Kreistag
Die 62 Sitze im letzten Kreistag verteilten sich folgendermaßen:
| Partei           | Sitze |
| CDU              | 26    |
| SPD              | 14    |
| LINKE            | 14    |
| FDP              | 2     |
| DSU              | 2     |
| Bürger für Borna | 2     |
| GRÜNE            | 1     |
| UWG Geithain     | 1     |

## Kfz-Kennzeichen
Am 1. August 1994 wurde dem Landkreis das seit dem 1. Januar 1991 für den Landkreis Leipzig gültige Unterscheidungszeichen L zugewiesen. Es wird in der kreisfreien Stadt und im neuen Landkreis Leipzig durchgängig bis heute ausgegeben.
Bis etwa zum Jahr 2005 erhielten Fahrzeuge aus den Teilkreisen besondere Erkennungsnummern:
| Gebiet                   | Buchstaben | Zahlen        |
| ------------------------ | ---------- | ------------- |
| Teilkreis Leipzig        | V, Z       | 1000 bis 9999 |
| Teilkreis Leipzig        | VA bis WZ  | 1000 bis 9999 |
| Teilkreis Borna bis 1998 | X          | 1000 bis 9999 |
| Teilkreis Borna bis 1998 | XA bis XZ  | 1000 bis 9999 |
| Teilkreis Borna ab 1999  | ZA bis ZZ  | 1000 bis 9999 |
| Teilkreis Borna ab 1999  | U          | 1000 bis 9999 |
| Teilkreis Geithain       | Y          | 1000 bis 9999 |
| Teilkreis Geithain       | YA bis YZ  | 1000 bis 9999 |